# Castelo de Pedras Altas

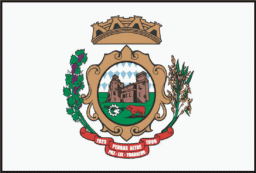
O castelo pode ser visto na bandeira de Pedras Altas

O Castelo de Pedras Altas está localizado no município brasileiro de Pedras Altas, no estado do Rio Grande do Sul.

Castelo de Pedras Altas ou Castelo de Assis Brasil.

Erguido entre 1909 e 1913, em estilo medieval, o castelo foi construído pelo diplomata Joaquim Francisco de Assis Brasil, em homenagem a sua segunda esposa, Dona Lydia Pereira Felício de São Mamede, descendente da nobreza portuguesa e brasileira. Para que ela tivesse todo o conforto a qual estava acostumada na Europa. 

Além do mais, Joaquim Francisco de Assis Brasil, desejaria atribuir nobreza a vida no campo e, transformar a sua granja em uma moderna propriedade, desempenhando importante papel na agropecuária gaúcha.Em 1999, Pedras Altas foi tombado pelo Instituto do Patrimônio Histórico e Artístico do Estado e pelo Instituto do Patrimônio Histórico e Artístico Nacional.
Em outubro de 2009, a Federação da Agricultura do Estado (Farsul) decidiu arrecadar recursos para a restauração do prédio, estimada em 5,6 milhões de reais. A degradação ameaça o acervo do castelo, que contém uma grande biblioteca com cerca de 15 mil livros, e limita o número de visitantes. Há um projeto para transformá-lo em um centro cultural no futuro.
A restauração teve o início em 26 de agosto de 2023. Após a conclusão das intervenções, deve receber um Ecomuseu para valorizar o território, a paisagem cultural e a memória local.